# Lijst van afleveringen van Klaas kan alles (seizoen 6)
Dit is een lijst van afleveringen van Klaas kan alles seizoen 6. In de schema's staan de opdrachten weergegeven, het resultaat en notities.

## Afleveringen

### Aflevering 1
Uitzenddatum: 14 november 2020
In de eerste aflevering van dit seizoen zat geen duel.
| Item                                                               | Geslaagd? | Notities |
| ------------------------------------------------------------------ | --------- | --- |
| Bijna onmogelijke missie: Boeing van Amsterdam naar Parijs vliegen | Ja        | Ter introductie op het onderwerp nam Klaas eerst een kijkje in een vliegtuigcockpit, samen met een professionele piloot. Vervolgens reisde hij af naar vliegveld Teuge om les te krijgen in een klein toestel. Hij wist deze zelf te besturen. Hij zou echter niet met een eigen Boeing de lucht in kunnen gaan. Om de missie toch tot een goed einde te brengen, werd overgegaan op een vliegsimulator, die qua ervaring niet onder zou doen voor het vliegen met een Boeing. Hiermee wist Klaas succesvol van Schiphol op te stijgen, naar Parijs te vliegen en uiteindelijk ook aan de grond te komen. De missie slaagde. |
| Bijzonder beroep: drakentemmer                                     | Ja        | Klaas reisde af naar het Duitse Furth im Wald. Hij ging hier werken met de grote robotdraak, die in het Guinness Book of Records staat als grootste looprobot op vier poten. Na deze draak geprepareerd te hebben en een korte oefening te hebben gedaan, kreeg Klaas de opdracht om in een demonstratie het hoofd van de draak te bedienen. Hiervoor kreeg hij de afstandsbediening ter hand en moest hij de robot zelf op de goede momenten het hoofd laten bewegen, geluid laten maken en vuur laten spuwen. Hij voerde zijn opdracht goed uit.                                                                           |

### Aflevering 2
Uitzenddatum: 21 november 2020
| Item                                                                              | Geslaagd? | Notities |
| --------------------------------------------------------------------------------- | --------- | --- |
| Bijna onmogelijke missie: 24 uur overleven in de wildernis zonder eten en drinken | Ja        | Na enkele tips gekregen te hebben over eetbare planten en geleerd te hebben hoe vuur te maken, werd Klaas in de Ardennen gedropt. Hier ging hij in zijn eentje een trektocht maken. Hiervoor had hij een tas met verschillende gadgets mee om zich te redden. Zo had hij een LifeStraw bij zich om water te drinken en een speciale hangende tent om de nacht in door te brengen. Het lukte hem om het eindpunt te bereiken. |
| Duel tegen BN'er: robotgevecht tegen Pjotr                                        | Ja        | In het duel van deze aflevering nam Klaas het op tegen rapper Pjotr. Ze namen het tegen elkaar op met zogeheten BattleBots; kleine gewapende robots op afstandsbediening die elkaar moesten verslaan in een arena. Na twee rondes kwam Klaas als winnaar uit de strijd. |
| Bijzonder beroep: CBRN-specialist                                                 | Ja        | Klaas ging één dag aan de slag als CBRN-specialist in het leger. Na een oefening in het snel opzetten van een gasmasker werd er een oefening gedaan, die was gebaseerd op de Sarin-gasaanval in de metro van Tokio op 20 maart 1995. Klaas kreeg de opdracht om enkele monsters te nemen van de stoffen. Uiteindelijk slaagde hij in zijn missie.                                                                            |

### Aflevering 3
Uitzenddatum: 28 november 2020
| Item                                                                            | Geslaagd? | Notities |
| ------------------------------------------------------------------------------- | --------- | --- |
| Bijna onmogelijke missie: een selfie maken met een hond op 10 meter onder water | Ja        | Om te beginnen ging Klaas op bezoek bij de eigenares van een hondenzwembad. Deze had er een hard hoofd in dat deze missie überhaupt mogelijk zou zijn. Er was echter een Amerikaanse uitvinder die een duikpak had gemaakt speciaal voor zijn hond. Het bleek alleen niet mogelijk te zijn om dit voor een hond in Nederland passend te maken. Via een list lukte het uiteindelijk toch om de missie te laten slagen. Klaas zou gaan duiken in een 10 meter diepe duiktoren, waar onderin ramen naar buiten zaten. Na een hond buiten voor een van deze ramen neer te hebben gezet, daalde Klaas binnen in de duiktoren af naar dit raam om daar doorheen een selfie te maken met de hond. De missie was geslaagd. |
| Duel tegen BN'er: dunken tegen Ruben Hein                                       | Nee       | Klaas ging een duel dunken aan tegen Ruben Hein. Om hoger te kunnen springen en dus makkelijker bij de basket te komen, gebruikten beide heren speciale basketbalschoenen waarmee ze enkele centimeters hoger konden springen. Het duel bestond uit het nemen van drie dunks waarbij Jeroen van der List jureerde en punten uitdeelde aan de verschillende dunks. Klaas wist Ruben niet te verslaan; met 16 punten tegen Rubens 20 verloor hij het duel. |
| Bijzonder beroep: vuurspuwer                                                    | Ja        | Na eerst geoefend te hebben met water uitspuwen, ging Klaas met paraffine aan de slag om echte vlammen te leren spuwen. Uiteindelijk deed hij mee aan een optreden voor publiek in een pretpark. Het optreden slaagde en daarmee Klaas voor zijn missie. |

### Aflevering 4
Uitzenddatum: 5 december 2020
| Item                                               | Geslaagd? | Notities |
| -------------------------------------------------- | --------- | --- |
| Bijna onmogelijke missie: marathon lopen in 2½ uur | Nee       | Het uitgangspunt van deze missie was de tijd die Bo Ummels in 2019 liep op de marathon van Amsterdam. De atlete liep eerst samen met Klaas een ronde op een hardloopbaan. De presentator zou de benodigde snelheid van 16 km/h niet tweeënhalf uur kunnen volhouden. Daarom kreeg hij een gadget toegestuurd uit de Verenigde Staten: een speciale renfiets. Toen hij deze testte in de windtunnel van de Technische Universiteit Eindhoven, in combinatie met enkele aerodynamische hulpmiddelen, zou zijn opdracht haalbaar moeten zijn. De praktijk bleek echter anders. Er werd voor Klaas een marathonparcours uitgezet door het binnenland van Drenthe, maar hij wist de finish niet op tijd te bereiken. |
| Duel tegen BN'er: spioneren tegen Merel Westrik    | Nee       | Klaas ging een duel aan tegen nieuwspresentator Merel Westrik(de Mol van 2019). Beiden kozen ze een spionagegadget uit om een kamer te analyseren. Aan de hand van wat ze zagen, moesten ze deze zo identiek mogelijk nabouwen. Merel deed dit het beste. |
| Bijzonder beroep: rechtbanktekenaar                | Ja        | Klaas ging op bezoek bij een professionele rechtbanktekenares. Deze tekenares liet Klaas eerst oefenen in dit rechtbanktekenen. Na een paar weken oefenen gingen Klaas en de tekenares naar de rechtbank in Utrecht om een tekening te maken tijdens een echte zitting. Bij het zien van deze tekening werd geconcludeerd dat Klaas het met heel veel oefening wel zou kunnen. |

### Aflevering 5
Uitzenddatum: 12 december 2020
| Item                                                                                    | Geslaagd? | Notities |
| --------------------------------------------------------------------------------------- | --------- | --- |
| Bijna onmogelijke missie: net als Sherlock Holmes de dader van een misdrijf ontmaskeren | Ja        | Klaas begon deze missie met een gesprek met Patrick Bremmers, een journalist gespecialiseerd in Britse tv-series. Hij legde uit hoe Sherlock Holmes te werk ging door middel van deductie. Als tweede ging Klaas naar de Hogeschool van Amsterdam om mee te kijken op een daar opgezette plaats delict. De derde deelstap draaide om het daadwerkelijke misdrijf dat voor deze missie was opgezet. Hierbij was er een Fabergé-ei gestolen uit een landhuis. Drie verdachten waren aangehouden en door middel van de verhoortechniek probeerde Klaas te achterhalen wie het gedaan had. Aan de hand van de resultaten wist hij inderdaad de juiste dader te achterhalen. |
| Duel tegen BN'er: wingsurfen tegen Tim Douwsma                                          | Ja        | Het duel van deze aflevering draaide om wingsurfen. Dit duel eindigde in een gelijkspel, maar omdat Klaas niet had verloren, werd de missie wel als geslaagd verklaard. |
| Bijzonder beroep: rioolbeheerder                                                        | Ja        | Samen met een professioneel rioolbeheerder ging Klaas ondergronds in het rioolstelsel van Arnhem. Nadat hem de nodige informatie was verstrekt over de riolen, kreeg hij de opdracht om het riool schoon te spuiten. Vervolgens vloog hij er met een drone doorheen om te kijken of hij dit goed had gedaan. Hij was geslaagd in zijn taak. |

### Aflevering 6
Uitzenddatum: 9 januari 2021
| Item                                            | Geslaagd? | Notities |
| ----------------------------------------------- | --------- | --- |
| Bijna onmogelijke missie: schipbreuk overleven  | Ja        | Klaas begon deze missie met een gesprek met Wilbert van Haneghem, overlevende van een schipbreuk. Hij deelde zijn ervaringen en legde uit welke objecten belangrijk zijn om bij je te hebben in het geval van een schipbreuk. Daarna volgde Klaas een maritieme training om te oefenen hoe een schipbreuk te overleven. Als laatste werd hij door de Katwijkse reddingsbrigade op de Noordzee losgelaten met een speciale gadget. Deze bestond uit een rugzak die zich in het water kon opblazen en ontvouwen tot reddingsvest- en bootje. Hiermee wist Klaas de missie te doorstaan. |
| Duel tegen BN'er: shorttrack tegen Pip Pellens  | Ja        | In het duel van deze aflevering was Pip Pellens de tegenstandster van Klaas. Ze gingen shorttracken op de ijsbaan Thialf. Beide droegen ze een gadget op hun rug; een kleine straalmotor waarmee ze extra stuwkracht konden genereren. Zowel Klaas als Pip mochten twee rondes rijden op de schaats en deze moesten zo snel mogelijk zijn. Pip ging als eerste en zette een snelste tijd neer van 26"40 seconden. Klaas wist er bijna drie seconden onder te komen, met een tijd van 23"50 seconden.                                                                                  |
| Bijzonder beroep: specialist-collectiebeheerder | Ja        | Voor dit bijzondere beroep ging Klaas naar het Rijksmuseum Amsterdam. Hij ging samen met een professionele specialist-collectiebeheerder aan de slag om Het Joodse bruidje op te hangen. Dit lukte. Echter: toen het duo hun werkdag vervolgde met het afstoffen van verdere kunstwerken, onthulde de professional aan Klaas dat ze hem slechts een replica had laten ophangen. |

### Aflevering 7
Uitzenddatum: 16 januari 2021
| Item                                                   | Geslaagd? | Notities |
| ------------------------------------------------------ | --------- | --- |
| Bijna onmogelijke missie: hit scoren                   | Nee       | Om deze missie uit te voeren, ging Klaas naar de Universiteit van Amsterdam. Studenten artificial intelligence hadden een algoritme ontwikkeld dat vele duizenden nummers naar Klaas' smaak kon analyseren. De computer kwam op die manier met een melodie en een tekst voor hem, resulterend in een nummer met de titel Love Is Blind. Onder het pseudoniem Cruystm zong Klaas het lied in en hij stuurde het op naar de muziekredactie van Radio 538. Het resulteerde in deelname aan Maak 't of Kraak 't. Het nummer werd echter gekraakt en dus geen hit. |
| Duel tegen BN'er: Drone Soccer tegen Kaj van der Voort | Ja        | Klaas ging een duel Drone Soccer aan tegen zanger en presentator Kaj van der Voort. In de eerste helft van de wedstrijd had Klaas grote problemen met zijn drone en wist zijn concurrent één doelpunt te scoren. In de tweede helft wist Klaas echter langszij te komen en won hij uiteindelijk met 3-1. |
| Bijzonder beroep: vulkaankok                           | Ja        | Voor het bijzondere beroep reisde Klaas af naar de Azoren. Samen met de plaatselijke chef-kok ging Klaas een portie Cozido das Furnas klaarmaken. Deze stoofpot werd bereid door de pot met ingrediënten acht uur lang onder de grond door de stoom van de heetwaterbronnen van de Furnas te laten stoven. Na acht uur schepten zowel Klaas als de chef een portie op voor hun gasten, waarbij Klaas nog een eigen twist toevoegde door Nederlandse rookworst toe te voegen. Hij slaagde voor zijn missie.                                                    |

### Aflevering 8
Uitzenddatum: 23 januari 2021
| Item                                                     | Geslaagd? | Notities |
| -------------------------------------------------------- | --------- | --- |
| Bijna onmogelijke missie: ontsnappen uit afgesloten kist | Nee       | Klaas ontving zijn missie uit handen van Christian Farla, die hem uit een kist liet verdwijnen a la Harry Houdini. Dit was echter een truc en de bedoeling was dat Klaas daadwerkelijk een uit een afgesloten kist kon ontsnappen. Daarvoor ging hij naar TNO in Soesterberg, waar een robotarm was ontwikkeld die hij door middel van zogeheten tele-operatie kon besturen. Hij nam plaats in een glazen kist waar de robot buiten stond. Van binnen probeerde hij de robot het glas van buiten kapot te laten slaan. Dit lukte echter niet. |
| Duel tegen BN'er: elektrisch racen tegen Buddy Vedder    | Ja        | Klaas ging een raceduel aan tegen Buddy Vedder. In een elektrische raceauto probeerden Klaas en Buddy een zo snel mogelijke tijd te zetten op een uitgezet parcours. Ze waren aan elkaar gewaagd, maar Buddy had een tijd van 25"65 seconden, waar Klaas 24'30" seconden zette. |
| Bijzonder beroep: hondenfotograaf                        | Ja        | Voor het bijzondere beroep van deze week fotografeerde Klaas eerst een voorbeeldige hond op de Veluwe. Daarna probeerde hij een postwaardige foto te maken van een valse hond uit het asiel. Hij slaagde. |

### Aflevering 9
Uitzenddatum: 30 januari 2021
| Item                                                                           | Geslaagd? | Notities |
| ------------------------------------------------------------------------------ | --------- | --- |
| Bijna onmogelijke missie: binnen 2 minuten van het ene dak naar het andere dak | Ja        | Deze missie draaide om twee verschillende daken van een 25 meter hoog kantoorpand in Heerlen. In een poging sneller de trappen af en op te kunnen lopen, sprak Klaas af met Nederlands Kampioen traplopen Jonine Hofstra. Bij de Pyramide van Austerlitz oefenden ze samen in het snel traplopen. Ondanks deze technieken bleek Klaas nog ruim drieënhalve minuut nodig te hebben om van het ene naar het andere dak te komen. Klaas gooide het over een andere boeg en ging over op highlinen. Na uitgebreid geoefend te hebben, werd er een slackline tussen de beide daken van het Heerlense kantoorgebouw gespannen. Klaas probeerde op deze manier binnen twee minuten van het ene naar het andere dak te komen. Het lukte hem; na 1'12" minuut stond hij aan de overkant. |
| Duel tegen BN'er: bartenden tegen Geraldine Kemper                             | Nee       | Klaas ging een duel bartenden aan tegen Geraldine Kemper. Ze kregen de opdracht om met zo veel mogelijk show drie verschillende cocktails klaar te maken. Het duel werd gewonnen door Geraldine. |
| Bijzonder beroep: paleontoloog                                                 | Ja        | Voor dit beroep ging Klaas naar Naturalis. Samen met een professioneel paleontoloog ging hij onderdelen van de daar tentoongestelde tyrannosaurus rex 3D scannen en printen voor een museum in Japan. Klaas slaagde. |

### Aflevering 10
Uitzenddatum: 6 februari 2021
| Item                                                                  | Geslaagd? | Notities |
| --------------------------------------------------------------------- | --------- | --- |
| Bijna onmogelijke missie: file voorbij zonder omrijden                | Nee       | In de laatste missie van het seizoen wilde Klaas een file voorbij zonder om te rijden. Eerst ging hij naar het verkeerscentrum in Utrecht om uit te zoeken hoe een file ontstaat. Hij stelde voor een weg speciaal voor hem te laten afsluiten zodat hij ongehinderd de file voorbij zou kunnen rijden, maar dit idee werd verworpen. Later in de uitzending reisde Klaas naar Raamsdonkveer om te kijken naar de prototypes van de vliegende auto PAL-V. Deze waren echter nog niet goedgekeurd om echt de lucht in te gaan. Vliegende auto's in het buitenland waren wel al luchtwaardig, maar door de op dat moment heersende coronapandemie kon Klaas niet naar het buitenland reizen. |
| Duel tegen BN'er: serveren op hoverboards racen tegen Patrick Martens | Ja        | Dit duel draaide om de vroegere serveersters op rolschaatsen in Amerikaanse drive-in diners. Klaas en Patrick gingen in deze geest een duel serveren tegen elkaar aan, echter niet op rolschaatsen, maar op hoverboards. Klaas werd tot winnaar uitgeroepen. |
| Bijzonder beroep: mariene bioloog                                     | Ja        | Klaas reisde naar de Azoren en voer vanaf daar met een mariene bioloog de Atlantische Oceaan op. Ze gingen op zoek naar walvissen die Klaas moest fotograferen zodat ze geïdentificeerd konden worden. Klaas slaagde en daarmee slaagde hij tevens voor alle bijzondere beroepen in dit zesde seizoen Klaas Kan Alles. |

## Statistieken
| Type opdracht            | Aantal geslaagd | Slagingspercentage |
| ------------------------ | --------------- | ------------------ |
| Bijna onmogelijke missie | 6/10            | 60,0%              |
| Duel tegen BN'er         | 6/9             | 66,7%              |
| Bijzonder beroep         | 10/10           | 100,0%             |
| Totaal                   | 22/29           | 75,9%              |